# Sisgau
Le Sisgau est une région historique de Suisse du Nord-Ouest.

## Le landgraviat de Sisgau
À la fin du XIe, le Sisgau est inféodé à aux Homberg, puis aux Neu-Homberg, aux Frobourg et enfin aux Habsbourg-Laufenbourg.
En 1418, il passe, par héritage, des Thierstein aux Falkenstein (de).
En 1510, il est cédé en gage à la ville de Bâle qui le rachète en 1585.

### Territoire
En 1363, le Sisgau avait pour imites le Rhin, l'Ergolz, le Violenbach (de), le Möhlinbach (de), la crête du Jura, la Lucelle et la Birse.

## Le chapitre rural de Sisgau
Le Sisgau était un chapitre rural (en allemand : Landkapitel) de l'ancien diocèse de Bâle.
Après la Réforme, ce chapitre se réduisit aux paroisses restées catholiques, à savoir : Büren, Seewen et Nuglar-Sankt Pantaleon, dans le canton de Soleure.